# Date with the Night
«Date with the Night» es el primer sencillo del álbum Fever to Tell de la banda Yeah Yeah Yeahs. Incluye el Lado-B "Yeah! New York" que también se encuentra como una pista adicional en la versión del Reino Unido de Fever to Tell y en un remix exclusivo de Bang de su EP debut Yeah Yeah Yeahs (2001). Este sencillo fue puesto en el número 16 del Chart Oficial del Reino Unido. La canción también está disponible como una pista descargable para la música serie de videojuegos Rock Band.

## Lista de canciones
Sencillo de CD y 7"
1. «Date With The Night»
2. «Yeah! New York»
3. «Bang» (Remix)
4. «Date With The Night» (Video) - Solo en el CD